# Kleinziegenfelder Tal
Das Kleinziegenfelder Tal ist ein etwa zwölf Kilometer langes Tal in Oberfranken. Es ist der Beginn des Weismain-Taltrichters in der Weismain-Alb und gehört vollständig zur Stadt Weismain im Landkreis Lichtenfels in Bayern. Das Tal liegt im nördlichsten Teil der Fränkischen Alb und wird von der Weismain durchflossen. Es gibt mehrere bewohnte Siedlungen mit zusammen etwa 240 Einwohnern. Das Tal liegt vollständig im Naturpark Fränkische Schweiz – Frankenjura und ist vor allem bei Wanderern und Motorradfahrern beliebt.

## Beschreibung

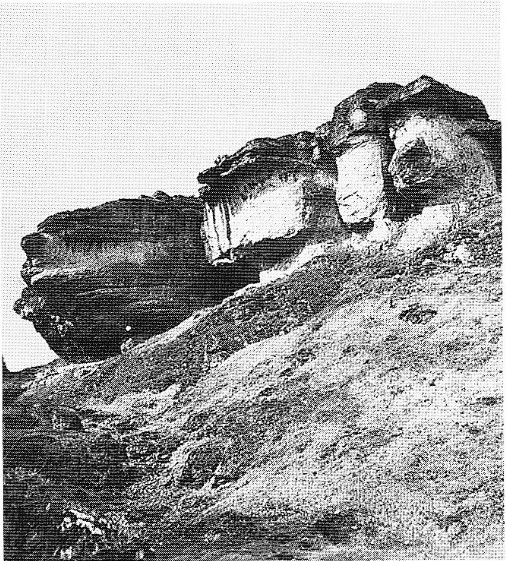
Die Felsformation Klinge bei Ehrhardsmühle im Kleinziegenfelder Tal; auf dem Foto von 1935 ist gut zu erkennen, wie waldfrei damals das Tal war

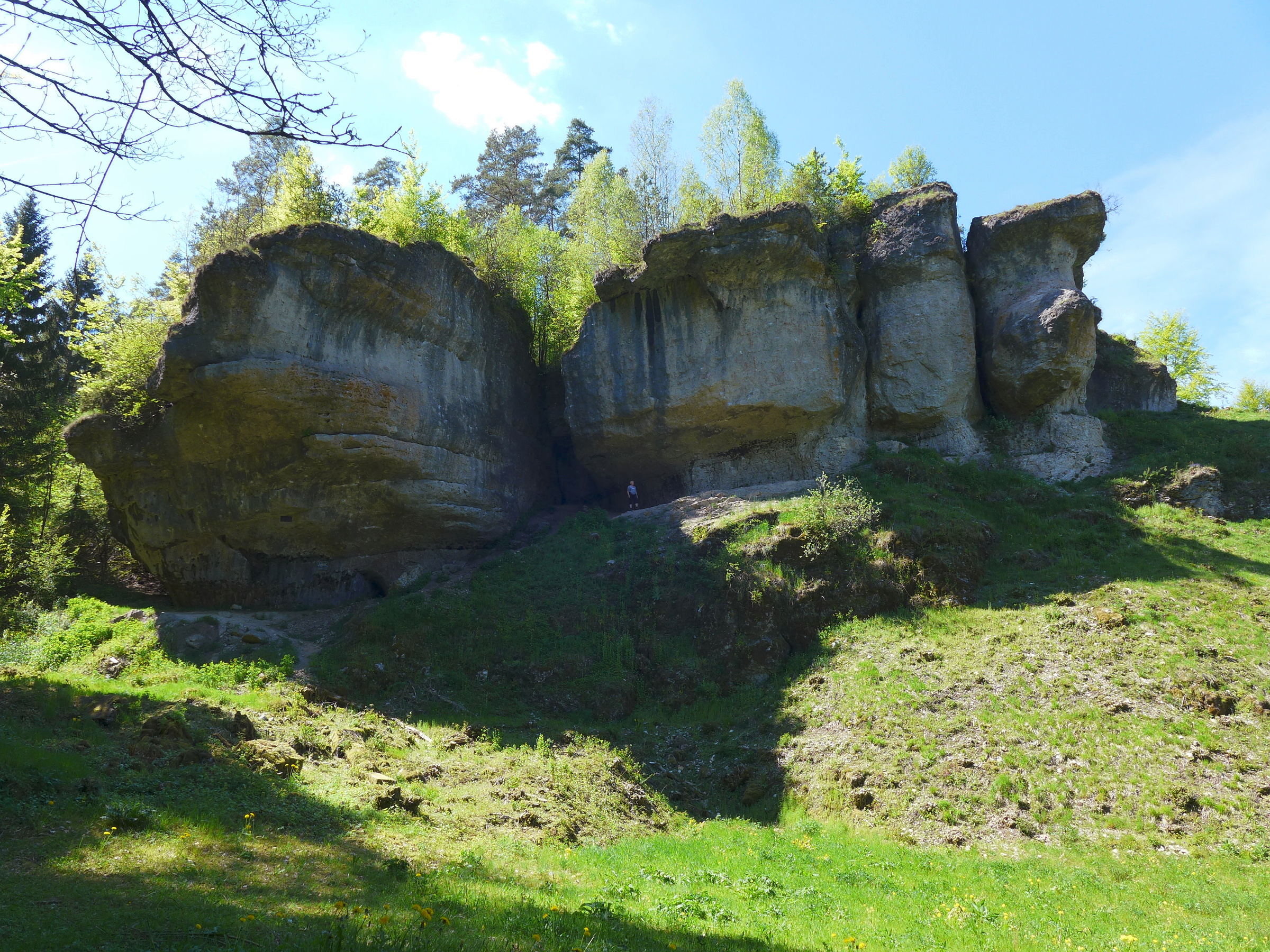
Felsformation Klinge, 2017

Das Tal verläuft in Nord-Süd-Richtung zwischen den Orten Weismain und Kleinziegenfeld im oberfränkischen Landkreis Lichtenfels. Von Bamberg ist es nordöstlich 24 Kilometer entfernt. Durch das unter Naturschutz stehende Tal fließt die Weismain. Die Seiten des Tales werden von hoch aufragenden Kalksteinfelsen gebildet, die von Kletterern eifrig benutzt werden. In ihm liegen die zur Stadt Weismain gehörenden Orte Kleinziegenfeld, Großziegenfeld, Arnstein, Wallersberg, Schammendorf und Weismain.
Die bekanntesten Felsen sind die Rote Wand, der Rolandsfelsen, der Versteinerte Riese, die Klinge, der Steinerne Mönch und sein Pendant, die Betende Nonne. Um den Steinernen Mönch rankt sich die Sage, dass dort „einst ein Einsiedler wohnte, der Christus an seinem Todestag auf dem Weg durch das Kleinziegenfelder Tal von der Türe wies und daraufhin zu Stein erstarrte“.

## Flora
Das Kleinziegenfelder Tal wird von Laub- und Mischwäldern dominiert. Bei Kleinziegenfeld und Wallersberg befinden sich große Trocken- und Halbtrockenrasenhänge mit spärlichem, aber gleichmäßigem Wacholderbewuchs. Diese Hänge entstanden über mehrere Jahrhunderte durch die intensive Beweidung mit Schafen der Bewohner der Juradörfer. Dadurch konnte sich keine üppige Vegetation entwickeln und die Wacholdersträuche wurden von den Schäfern immer wieder entfernt, um einen besseren Überblick über die Herden zu haben.
Im Tal wächst eine Vielzahl verschiedener Blumen, Gräser und Farne, dazu gehören: Akelei, Bergaster, Eibe, Gefranster Enzian, Frühlingsenzian, Großblütiger Fingerhut, Geißbart, Golddistel, Küchenschelle, Ausdauernder Lein, Leberblümchen, Maiglöckchen, verschiedene Orchideen, Pfingstnelke, Salomonsiegel, Schlüsselblume, Seidelbast, Straußenfarn, Türkenbund, Tausendgüldenkraut, Weißes und Rotes Waldvöglein, Waldanemone, Weißzüngel und Weidenalant. Einige der Pflanzen sind selten, gefährdet und deshalb geschützt.

## Sehenswürdigkeiten
Felsige Anhöhen, Burgruinen, romantische Fachwerkdörfer und zahlreiche Mühlen sind die Sehenswürdigkeiten dieses Tales. Dort ist das letzte fränkische Vorkommen des Apollofalters. Es ist untrennbar mit offenen, unverbuschten Kalkfelsen verknüpft. Die Raupen des Falters sind auf die Weiße Fetthenne (Sedum album) als einzige Futterpflanze angewiesen, die nur dort wächst.
Eine weitere Sehenswürdigkeit ist der Wacholderhang bei Kleinziegenfeld, wo eine Radfahrerstatue gut sichtbar auf einem Felsen oberhalb des Dorfes angebracht ist.

### Radfahrerstatue Claudius

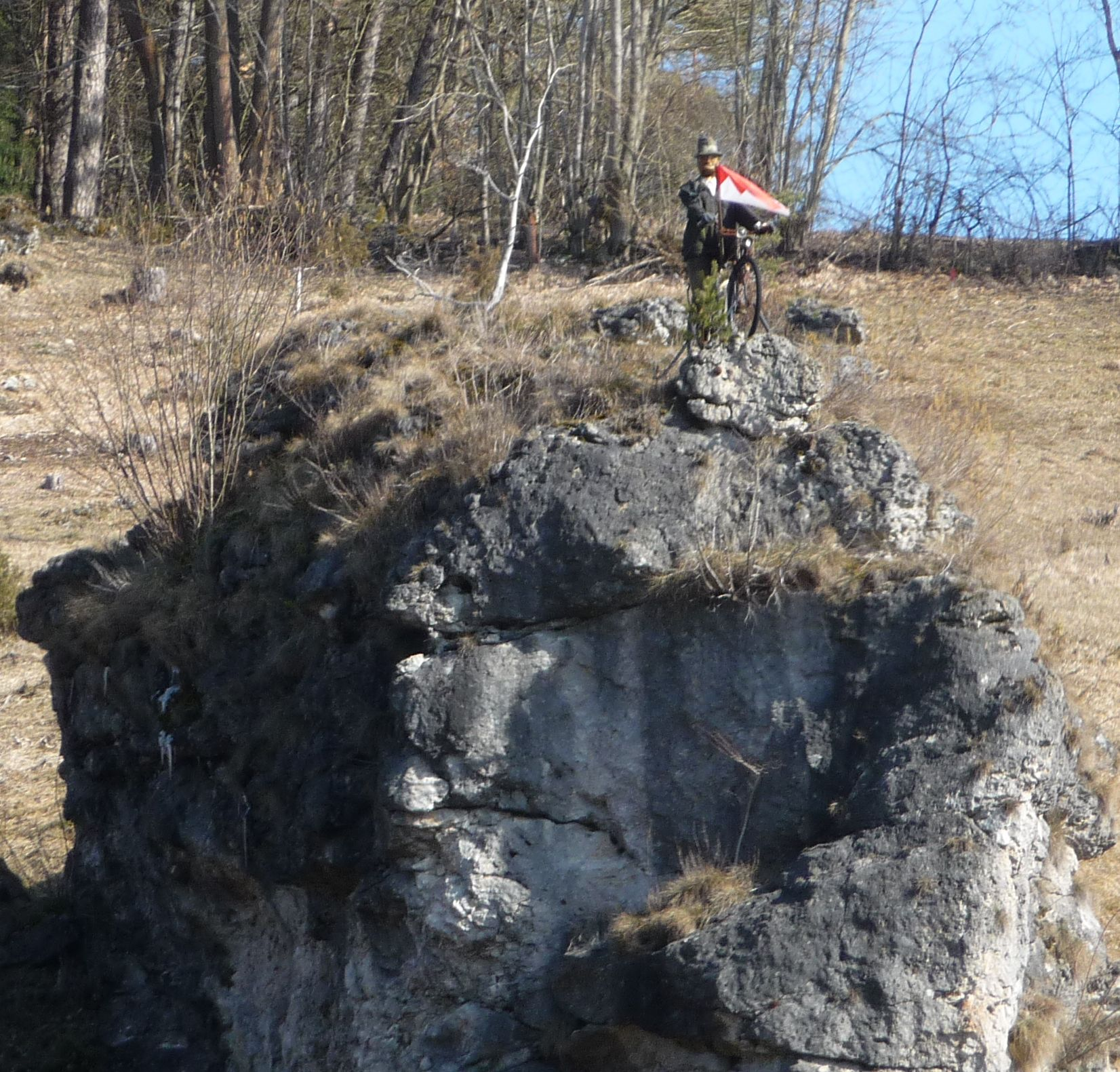
Radfahrerstatue Claudius

Die erste Radfahrerstatue wurde 1905 von zwei Kleinziegenfelder Brüdern errichtet, mit der Absicht, ein Wahrzeichen zu schaffen. Aus Sägespänen und Holz fertigten sie eine lebensgroße Figur, kleideten sie in Frack und Zylinder, setzten sie auf ein Hochrad und befestigten sie auf dem Felsen. Kurioserweise war dieses Rad auch das erste und einzige damals in Kleinziegenfeld. Auf die Idee, eine solche Puppe aufzustellen, kam der aus Kleinziegenfeld stammende Georg Ammon, Gymnasialprofessor in Regensburg. Über die genauen Hintergründe der Aufstellung gibt es keine Aufzeichnung mehr, es liegen mehrere Theorien vor: Sie könnte errichtet worden sein, um an die Zeiten zu erinnern, als das Kleinziegenfelder Tal vor allem von Radfahrern besucht wurde, oder als Gegenstück zu den Geschützen und Dragonern, die anderorts auf Felsköpfen standen. Nach einer dritten Erklärung wollte ein Radfahrer das Tal über eine Brücke überqueren, die schon lang nicht mehr existierte. Da er aber auch nicht umkehren wollte, steht er noch heute auf dem Felsen.
Zunächst stand die Figur für einige Jahre auf dem Felsen, bis sie bei einem starken Sturm weggeweht wurde. 1933 stellte man eine neue Radfahrerstatue auf. Da sie eine Hakenkreuzfahne trug, wurde die Statue im Zweiten Weltkrieg abmontiert, um nicht die Aufmerksamkeit der Alliierten auf das Dorf zu lenken. 1952 wurde eine dritte Statue aufgestellt, die nach Vandalismus 1971 renoviert werden musste. Dabei wurden Beine und Arme aus massivem Fichtenholz mit Gelenken hergestellt. Die Claudius-Statue trägt seit 1952 eine rot-weiße Fahne.

### Wanderwege
- Apollofalter-Wanderweg: Ein etwa sechs Kilometer langer Rundwanderweg, ausgewiesen durch den Landschaftspflegeverband Lichtenfels e. V. und dem Bayerischen Staatsministerium für Umwelt und Verbraucherschutz. Er führt durch den mittleren Teil des Tals und verbindet die Orte Weihersmühle, Arnstein, Kleinziegenfeld und Schrepfersmühle. Als Einstieg eignen sich besonders die beiden kleinen Wanderparkplätze bei Kleinziegenfeld und Arnstein, die mit Infotafeln versehen sind. Die Wege sind befestigt, jedoch oftmals nur geschottert. Der Wanderweg lässt sich durch mehrere Extratouren erweitern. Das Ziel des Wanderwegs ist, den natürlichen Lebensraum des seltenen Apollofalters zu entdecken und kennenzulernen.[7]